# Stardew Valley
Stardew Valley là một trò chơi video nhập vai mô phỏng do Eric Barone phát triển, hay còn gọi là "Concerned Ape". Trò chơi ban đầu phát hành cho Microsoft Windows vào tháng 2 năm 2016, với các phiên bản chuyển thể sau đó phát hành cho macOS, Linux, PlayStation 4, Xbox One, Nintendo Switch, PlayStation Vita, iOS và Android.
Trong Stardew Valley, người chơi vào vai một nhân vật đang muốn trốn thoát khỏi sự hối hả của công việc văn phòng, để về với khu nông trại đổ nát của người ông để lại, tại một nơi gọi là Stardew Valley. Người chơi sẽ phải tự quản lý thời gian và mức độ năng suất khi làm vườn, trồng cây và hoa màu, nuôi gia súc, hàng thủ công, khai thác quặng và tham gia vào các hoạt động xã hội, bao gồm cả những mối quan hệ dẫn đến hôn nhân, đều vì mục đích kiếm thêm tiền để mở rộng trang trại. Trò chơi có kết thúc mở, cho phép người chơi thực hiện các hoạt động chỉ khi thấy phù hợp.
Barone tự phát triển trò chơi trong hơn bốn năm. Trò chơi lấy cảm hứng từ Harvest Moon, với những sửa đổi bổ sung liên tục để giải quyết một số thiếu sót, và coi như đây là một bài tập để cải thiện kỹ năng lập trình và thiết kế trò chơi của ông. Chucklefish tiếp cận Barone khi đang trong quá trình phát triển trò chơi cùng với lời đề nghị xuất bản, cho phép ông có cơ hội tập trung hơn để hoàn thành. Stardew Valley là một thành công quan trọng cả về mặt đánh giá lẫn thương mại, bán ra hơn 10 triệu bản trên tất cả các nền tảng vào năm 2020.

## Trò chơi

Stardew Valley buộc người chơi tự đặt mình vào thế phải phụ trách điều hành một trang trại nhỏ, bao gồm trồng cây và chăn nuôi gia súc.

Stardew Valley lấy cảm hứng từ loạt trò chơi điện tử Harvest Moon. Khi bắt đầu trò chơi, người chơi tạo ra nhân vật của mình, nhận một mảnh đất bao gồm một ngôi nhà nhỏ, vốn là sở hữu của người ông, ở một thị trấn nhỏ tên là Pelican Town. Người chơi có thể tùy chọn một số loại bản đồ nông trại khác nhau, mỗi loại đều có lợi ích và hạn chế. Trang trại ban đầu tràn ngập đá tảng, cây cối, gốc cây và cỏ dại và người chơi phải làm sạch mọi thứ mới có thể bắt đầu mở trang trại, chăm sóc cây trồng và gia súc, tạo ra doanh thu, mở rộng ngôi nhà và cơ sở vật chất của trang trại.
Người chơi cũng có thể tương tác với các nhân vật không thể điều khiển (NPC) sống trong thành phố, bao gồm cả việc liên quan đến các nhân vật này như phát triển mối quan hệ, các NPC giúp nhân vật của người chơi duy trì trang trại. Người chơi có thể tham gia câu cá, nấu ăn, làm đồ thủ công, và cũng có thể khám phá các hang động có các nguyên liệu và quặng để khai thác hoặc chiến đấu với các sinh vật bên trong. Người chơi có thể thực hiện các nhiệm vụ khác nhau để kiếm thêm tiền, hoặc làm việc theo nhóm; các công cụ cụ thể được yêu cầu cung cấp cho Community Center của thị trấn. Hoàn thành những việc này người chơi sẽ được thưởng các mặt hàng khác nhau, bao gồm hạt giống và dụng cụ, cho phép người chơi truy nhập vào các khu vực mới chẳng hạn như sa mạc. Tất cả các hoạt động này đều liên quan đến sức khoẻ hiện tại, mức độ cạn kiệt sinh lực và đồng hồ trong trò chơi. Nếu nhân vật trở nên quá mệt mỏi, họ sẽ trở về nhà và hồi phục lại vào buổi sáng ngày hôm sau, nhưng sẽ bỏ qua các hoạt động của ngày hôm đó. Nếu người chơi mất quá nhiều sức khoẻ, họ sẽ mất hầu hết năng lượng, tiền và vật phẩm ngẫu nhiên. Trò chơi sử dụng một bộ lịch đơn giản, mỗi năm chỉ có bốn tháng, 28 ngày đại diện cho mỗi mùa, người chơi phải xác định loại cây trồng nào nên trồng và các hoạt động khác tùy theo thời gian trong ngày. Sau đó trong trò chơi, người chơi có thể khôi phục nhà kính, có thể trồng bất kỳ loại cây nào mà không cần quan tâm tới mùa hiện tại. Vào năm thứ ba, nhân vật sẽ nhận đánh giá, trò chơi không có kết thúc.

## Phát triển
Nhà phát triển indie game người Mỹ, Eric Barone, tạo ra Stardew Valley dưới bí danh ConcernedApe. Năm 2011, Barone tốt nghiệp Đại học Washington Tacoma với tấm bằng khoa học máy tính, nhưng không thể tìm ra một công việc thích hợp trong ngành này, thay vào đó ông phải làm việc lặt vặt cho Paramount Theatre ở Seattle. Trong quá trình tìm cách cải thiện kỹ năng máy tính để mong kiếm một công việc khác tốt hơn, ông nảy ra ý tưởng sáng tạo ra một trò chơi dựa trên niềm đam mê nghệ thuật. Lớn lên ở Tây Bắc Thái Bình Dương, Barone đã kết hợp nhiều yếu tố của khu vực vào lối chơi và hình ảnh.
Stardew Valley ban đầu thể hiện là một sự thay thế hiện đại đối với loạt trò chơi Harvest Moon, vì ông cảm thấy rằng "trò chơi dần dần tệ hơn sau khi phát hành phiên bản Harvest Moon: Back to Nature". Không thể tìm thấy sự thay thế thỏa đáng, Barone bắt đầu tạo ra một trò chơi tương tự, nói rằng ý định của ông là để "giải quyết những vấn đề tôi gặp với Harvest Moon" và "không có tựa trò chơi nào trong loạt có sự bao quát tất cả theo cách hoàn hảo nhất". Các trò chơi khác, bao gồm Animal Crossing, Rune Factory, Minecraft và Terraria đều là nguồn cảm hứng của Barone, ông thêm vào các tính năng tốt nhất như làm thủ công, các nhiệm vụ và chiến đấu.
Ban đầu, Barone cho phát hành trò chơi trên Xbox Live Indie Games vì nền tảng đó khá dễ, nhưng sớm thấy rằng phạm vi của trò chơi thay đổi quá nhiều so với dự đoán ban đầu. Barone công khai ra mắt trò chơi vào tháng 9 năm 2012, sử dụng hệ thống Greenlight của Steam để đánh giá mức độ quan tâm của trò chơi. Sau khi trò chơi được phát hành và nhận rất nhiều sự hỗ trợ từ cộng đồng, Barone bắt đầu làm việc với một phiên bản đầy đủ hơn, ông tham gia vào cộng đồng Reddit và Twitter để thảo luận về tiến trình của mình và nhận phản hồi về các đề xuất bổ sung. Ông Finn Brice, giám đốc của Chucklefish, đã tiếp cận Barone, ngay sau thời kỳ Greenlight năm 2013, đề nghị giúp xuất bản trò chơi. Chucklefish tiếp nhận nhiều hoạt động khác nhau để phát triển cho Barone, chẳng hạn tạo trang web và thiết lập wiki. Barone xem xét dự định hợp tác với Chucklefish, vì Barone do dự về việc sử dụng hệ thống Early Access của Steam để phát triển. Barone đã dành bốn năm làm việc cho dự án, làm lại nó nhiều lần và là nhà phát triển duy nhất của trò chơi, thường tốn 10 giờ hoặc hơn một ngày để làm việc đó. Ông đã lập trình nó trong C# bằng cách sử dụng Microsoft XNA, trong khi cũng tạo ra tất cả các điểm ảnh của trò chơi và âm nhạc chủ đề.
Barone nhắm đến mục đích mang lại cho người chơi cảm giác hòa mình trong một cộng đồng nông nghiệp nhỏ, nói rằng ông muốn Stardew Valley là một trò chơi vui nhộn, đồng thời muốn nó "có những thông điệp thực tế".  Trái ngược với Harvest Moon trước Back to Nature (từ Back to Nature trở đi là kết thúc mở), có thể kết thúc sau hai năm trong trò chơi, Barone giữ Stardew Valley mở để người chơi sẽ không cảm thấy cần phải vội vã để cố gắng hoàn thành mọi thứ có thể. Trong quá trình phát triển, Barone đã nhận ra rằng một số người chơi sẽ cố gắng tìm ra phương pháp làm thế nào để tối đa hóa năng suất và lợi nhuận của trang trại thông qua bảng tính và các công cụ khác, nhưng hy vọng rằng hầu hết các người chơi sẽ dành thời gian để tự học. Để kết thúc, ông đã thiết kế khía cạnh nấu ăn của trò chơi một cách với mục đích không sinh lợi, mà thay vào đó lại trở thành khoản thưởng, giúp khám phá, nuôi trồng, khai thác quặng mỏ và câu cá. Barone cũng đã lựa chọn không đem việc giết động vật để lấy thịt vào game, khuyến khích người chơi đặt tên và có xu hướng tương tác tốt với từng con vật một cách cá nhân hóa. Động vật không thể chết nhưng nếu không nhận được tương tác tốt thì sẽ ngừng sản xuất sản phẩm.

### Phát hành
Tháng 4 năm 2015, Barone tuyên bố ông chỉ có ý định phát hành trò chơi khi ông cảm thấy các tính năng đã hoàn chỉnh, từ chối đưa trò chơi vào chương trình Early Access hoặc chấp nhận thanh toán trước khi bán. Trò chơi đã được phát hành cho Microsoft Windows vào ngày 26 tháng 2 năm 2016. Sau khi phát hành. Barone tiếp tục làm việc trên trò chơi, lấy ý kiến phản hồi từ cộng đồng và vá lỗi, đưa ra kế hoạch bổ sung các tính năng vào một ngày sau đó. Barone dự kiến sẽ bổ sung thêm các kết thúc mở, hỗ trợ sửa lỗi người dùng, và phiên bản máy chơi trò chơi điện tử khác Barone đã tuyên bố rằng ban đầu ông đã lên kế hoạch một chế độ hợp tác gồm bốn người chơi trong một bản cập nhật tương lai. Trong chế độ này, Barone đã lên kế hoạch để tất cả người chơi chia sẻ trang trại, cho phép tất cả người chơi thực hiện các nhiệm vụ khác nhau liên quan đến nông trại. Tính năng nhiều người chơi hỗ trợ cả mạng cục bộ và kết nối trực tuyến từ xa. Barone đã lên kế hoạch thử nghiệm beta công khai tính năng nhiều người chơi vào cuối năm 2017 cho phiên bản Windows, nhưng vẫn đang làm việc để cải thiện mã mạng vào đầu năm 2018. ản beta nhiều người chơi dành cho Windows đã được phát hành vào tháng 4 năm 2018 và chính thức ra mắt cho tất cả PC vào ngày 1 tháng 8 năm 2018. Vào tháng 12 năm 2018, bản cập nhật nhiều người chơi đã được phát hành cho Nintendo Switch.
Phiên bản trên di động cho iOS và Android được phát triển với sự trợ giúp của The Secret Police, với phiên bản iOS được phát hành ngày 24 tháng 10 năm 2018 và phiên bản Android được phát hành vào ngày 14 tháng 3 năm 2019. Cả hai phiên bản đều bao gồm khả năng chuyển mục lưu sang thiết bị Windows, macOS và Linux của họ. Vào năm 2018, Barone đã tuyên bố mong muốn tập hợp một nhóm các nhà phát triển để giúp tiếp tục phát triển trò chơi hơn nữa. Đến năm 2019, tất cả các phiên bản của trò chơi, ngoại trừ trên thiết bị di động, đều do Barone tự xuất bản. Stardew Valley cũng đã chứng kiến một cộng đồng modding tích cực, với việc người chơi thêm nhiều tính năng mới và thay đổi khác nhau vào trò chơi.
Tháng 12 năm 2019, Stardew Valley đã được thêm vào Tesla Arcade, một dịch vụ trò chơi điện tử dựa trên Linux được tích hợp trong hầu hết các mẫu xe điện Tesla. Một bản chuyển thể boardgame hợp tác gọi là Stardew Valley: The Board Game đã được phát hành vào tháng 2 năm 2021.

### Sự tham gia của Chucklefish
IVào tháng 5 năm 2016, Barone thông báo rằng Chucklefish sẽ giúp nội địa hoá những bản dành cho các nước không nói tiếng Anh, macOS, Linux, các hệ máy chơi trò chơi điện tử, các khía cạnh kỹ thuật cần thiết cho lối chơi trực tuyến, cho phép ông chỉ tập trung vào bản đầu tiên. Các phiên bản dành cho hệ điều hành macOS và Linux đã được phát hành vào ngày 29 tháng 7 năm 2016. Các phiên bản dành PlayStation 4 và Xbox One được công bố tại Electronic Entertainment Expo 2016 vào tháng Sáu. Cũng trong sự kiện này, Barone tuyên bố rằng một phiên bản cho Wii U cũng sẽ được phát hành, mặc dù phiên bản đó sau đó đã bị hủy bỏ vì lợi ích của Nintendo Switch. Các phiên bản PlayStation 4 và Xbox One đã được phát hành vào ngày 13 và 14 tháng 12 năm 2016. Phiên bản Switch được chuyển thể bởi Sickhead Games được phát hành vào ngày 5 tháng 10 năm 2017.
Vào đầu năm 2017, Barone cũng bắt đầu tính đến khả năng phát hành cho PlayStation Vita, mà sau đó đã được xác nhận và phát hành vào ngày 22 tháng 5 năm 2018. Các phiên bản bán lẻ dành cho PlayStation 4, Xbox One và Nintendo Switch được xuất bản và phân phối bởi 505 Games. Phiên bản dành cho nhà sưu tập được phát hành cùng lúc bao gồm một bản đồ vật lý về thế giới của trò chơi, mã nhạc nền tải xuống cho và sách hướng dẫn.

## Tiếp nhận
Stardew Valley đã nhận được đánh giá "nói chung là thuận lợi", theo hệ thống tổng hợp đánh giá Metacritic. Jesse Singal viết cho The Boston Globe rằng trò chơi "cực kỳ hấp dẫn, được tạo ra một cách dễ thương", cung cấp cho người chơi nhiều hoạt động khác nhau để làm mà không rơi vào một chu kỳ các hoạt động lặp đi lặp lại. Elise Favis của Game Informer phát hiện ra khi theo dõi người em trai mắc bệnh tự kỷ chơi Stardew Valley đã giúp cô hiểu được tình trạng của em ấy tốt hơn, vì trò chơi cung cấp đủ cơ cấu các sự kiện hiện tại với tầm nhìn về các sự kiện trong tương lai, cho phép em trai cô có được cảm giác thích thú với trò chơi.
Wada Yasuhiro, tác giả của loạt Harvest Moon, nguồn cảm hứng cho Stardew Valley, nói rằng ông "rất hạnh phúc" với trò chơi, cho ông thấy rằng Harvest Moon không phải là một loạt đã bị lãng quên và vẫn hoàn toàn giữ vững tinh thần của trò chơi. Ông cũng nói rằng cách tiếp cận của Barone bằng Stardew Valley đã có thể giữ được sự tự do mà ông muốn giữ lại trong Harvest Moon, dần bị mất trong các trò chơi sau này, với sự tập trung hơn vào hoạt hình và đồ hoạ. Gamasutra đã ca tụng Barone là một trong mười nhà phát triển hàng đầu năm 2016, xác định rằng ông đã "cá nhân hóa", phát triển một "hơi thở ban sự sống cho thể loại đang chết dần". Forbes đã vinh danh Barone là một trong những nhân vật "30 Under 30" cho lĩnh vực trò chơi điện tử năm 2017, dành hết thời gian và tâm huyết để Stardew Valley đạt được thành công.
Nhiều kênh truyền thông ca ngợi Stardew Valley vì các lựa chọn và tiêu biểu cho giới LGBTQ +.

### Doanh số
Stardew Valley đã bán được hơn 400.000 bản trên Steam và GOG.com chỉ trong hai tuần và hơn một triệu bản trong vòng hai tháng. Valve báo cáo rằng Stardew Valley là một trong 24 trò chơi bán chạy nhất trên Steam trong năm 2016. Các nhà báo đã lưu ý rằng cộng đồng game thủ đã ủng hộ Barone rất nhiều; trong khi đã có một số người chơi lấy được trò chơi một cách bất hợp pháp, những người chơi này rất ấn tượng với trò chơi và nói rằng họ dự định mua trò chơi, trong khi những người chơi khác đưa ra đề nghị giúp trả tiền cho những người không đủ tiền mua trò chơi.
Cuối năm 2017, Stardew Valley đã bán được hơn 3,5 triệu bản trên tất cả các nền tảng, theo công ty nghiên cứu SuperData. Trò chơi cũng được tải xuống nhiều nhất trên Nintendo Switch trong năm 2017, mặc dù chỉ được phát hành vào tháng 10 năm đó. Sensor Tower cũng ước tính rằng trong ba tuần đầu tiên trên Apple App Store, trò chơi đã kiếm được doanh thu hơn 1 triệu đô la Mỹ. Đến tháng 1 năm 2020, Stardew Valley đã bán được hơn 10 triệu bản trên tất cả các nền tảng.

## Giải thưởng
| Năm  | Giải thưởng                                    | Hạng mục                         | Kết quả   | Tham khảo     |
| ---- | ---------------------------------------------- | -------------------------------- | --------- | ------------- |
| 2016 | Golden Joystick Awards 2016                    | Trò Chơi Độc Lập Tốt Nhất        | Đề cử     | [ 79 ] [ 80 ] |
| 2016 | Golden Joystick Awards 2016                    | Trò chơi của Năm                 | Đề cử     | [ 79 ] [ 80 ] |
| 2016 | Golden Joystick Awards 2016                    | Giải Thưởng Đột Phá              | Đoạt giải | [ 79 ] [ 80 ] |
| 2016 | The Game Awards 2016                           | Trò Chơi Độc Lập Tốt Nhất        | Đề cử     | [ 81 ] [ 82 ] |
| 2016 | Giant Bomb's 2016 Game of the Year Awards      | Gây ngạc Nhiên Nhất              | Đề cử     | [ 83 ]        |
| 2016 | Giant Bomb's 2016 Game of the Year Awards      | Trò Chơi Hay Nhất                | Đề cử     | [ 84 ]        |
| 2016 | Game Developers Choice Awards                  | Bản phát hành đầu tiên Tốt Nhất  | Đề cử     | [ 85 ]        |
| 2016 | Independent Games Festival                     | Seumas McNally Giải Thưởng Lớn   | Đề cử     | [ 86 ]        |
| 2016 | 2016 SXSW Gaming Awards                        | Hứa Hẹn Mới Nhất, Trí Tuệ Nhất   | Đề cử     | [ 87 ]        |
| 2016 | 13th British Academy Games Awards              | Trò Chơi Hay Nhất                | Đề cử     | [ 88 ]        |
| 2016 | National Academy of Video Game Trade Reviewers | Trò Chơi, Mô Phỏng               | Đoạt giải | [ 89 ]        |
| 2016 | National Academy of Video Game Trade Reviewers | Trò chơi của Năm                 | Đề cử     | [ 89 ]        |
| 2016 | National Academy of Video Game Trade Reviewers | Original Light Mix Score, New IP | Đề cử     | [ 89 ]        |

## Chú giải
1. ↑  Kể từ tháng 10 năm 2019, ConcernedApe tự xuất bản cho tất cả các nền tảng ngoại trừ thiết bị di động
2. ↑  Bao gồm lập trình, cốt truyện và âm nhạc; được ghi nhận là ConcernedApe